# Willem van Berchen
Willem van Berchen (Nijmegen, 1415/1420 - 1481) was een geestelijke en kroniekschrijver uit Nijmegen. Hij is vooral bekend vanwege zijn Gelderse kroniek uit 1473.

## Biografie
Van Berchen werd geboren in een gezin van de burgerlijke klasse. Over zijn persoonlijke leven is weinig bekend. Naast schrijver was Van Berchen vanaf 1475 ook kanunnik van de Sint-Stevenskerk in Nijmegen.

## Werk

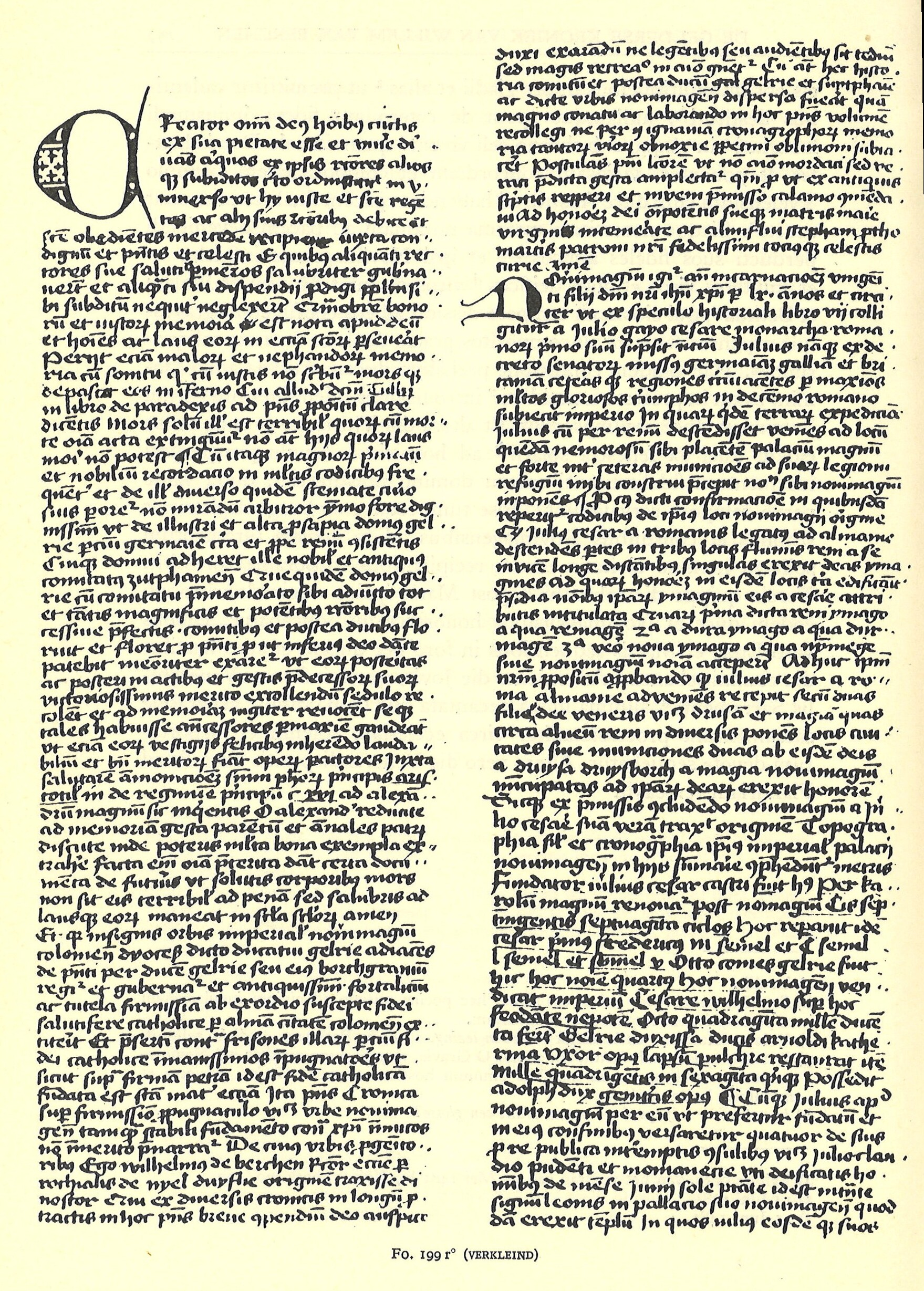
Handschr. Hamburg, fo.199 r.

Er zijn in totaal negen kronieken van zijn hand overgeleverd, waarin hij uitvoerig ingaat op de gewestelijke geschiedenis van de Lage Landen. Acht van deze kronieken zijn bewaard gebleven in handschrift 8037-8050 Koninklijke Bibliotheek van België te Brussel.
Willem van Berchen geniet echter vooral bekendheid als de auteur van de negende, de Kroniek van Gelre of De nobili principatu Gelrie et eius origine. Deze kroniek beschrijft de geschiedenis van het hertogdom Gelre vanaf het ontstaan hiervan tot en met de vijftiende eeuw. Deze kroniek is overgeleverd in ongeveer vijf handschriften, waarbij opvalt dat het handschrift 31 in het Regionaal Archief Nijmegen een stuk beknopter is tussen de jaren 1397 en 1465 dan de uitgebreide beschrijving van de jaren 1397 tot 1481 (inclusief de Historia captivitatis Adolphi Gelriae ducis, ook opgenomen in handschrift 8037-8050 Koninklijke Bibliotheek) in handschrift Cod. hist. 31b in de Staats- und Universitätsbibliothek in Hamburg. Onderzoekers J. Gessler en J.F. Niermeyer betwijfelen daarom of Willem van Berchen wel echt de auteur is van het stuk 1397–1465 in het Nijmeegse handschrift.

### Handschriften
| NaSo   | Naam                                                                         | Incipit                                                                                       | Fol.          | Handschrift    | Beheerder                          | Stad     | Datering | Inhoud |
| ------ | ---------------------------------------------------------------------------- | --------------------------------------------------------------------------------------------- | ------------- | -------------- | ---------------------------------- | -------- | -------- | --- |
| NL0291 | De nobili principitatu Gelriae et eius origine                               | Creator omnium, Deus, hominibus cunctis... Explicit: ...ac Iohannis, ducis moderni, germanam. | ff. 004r-096v | 31             | Regionaal Archief                  | Nijmegen | 15e eeuw | Gelre uitgebreid tot 1397 Gelre beknopt 1402–1465 (dit einddeel is mogelijk niet geschreven door Willem van Berchen) |
| NL0292 | De nobili principitatu Gelriae et eius origine                               | Creator omnium, Deus, hominibus cunctis... Explicit: ...ad Flandriam remeavit.                |               | Cod. hist. 31b | Staats- und Universitätsbibliothek | Hamburg  | 15e eeuw | Gelre uitgebreid tot 1481, inclusief Historia captivitatis Adolphi Gelriae ducis.                                    |
| W028   | Cronica Brabantiae                                                           | Brabancia cui quendam Noe...                                                                  | f. 232r-310v  | 8037-8050      | Koninklijke Bibliotheek            | Brussel  | 15e eeuw | Brabant van Noach via Troje tot 1470                                                                                 |
| NL0293 | De primeva origine comitatus Hollandie et Zelandie ac civitatis Traiectensis | Post nativitatem sancti Abrahe...                                                             | f. 311r-313v  | 8037-8050      | Koninklijke Bibliotheek            | Brussel  | 15e eeuw | Hollands "voorgeschiedenis", van Troje tot Willibrord                                                                |
| NL0294 | Cronica comitum Hollandie, Zelandie aut dominorum Frisie                     | Anno Domini DCCCLXIII Carolus Calvus...                                                       | f. 314r-360v  | 8037-8050      | Koninklijke Bibliotheek            | Brussel  | 15e eeuw | Holland, Zeeland en Friesland van 863 tot 1478, plus Historia captivitatis Adolphi Gelriae ducis.                    |
| NL0295 | Cronica brevis dominorum Egmondensium                                        | Nobiles domini de Egmonda...                                                                  | f. 421r-0r    | 8037-8050      | Koninklijke Bibliotheek            | Brussel  | 15e eeuw | Heren van Egmond tot 1451                                                                                            |
| NL0296 | De origine et dominis dominii de Culenborch                                  | Anno Domini MoCLXo incepit dominium de Culenborch...                                          | f. 421v-0r    | 8037-8050      | Koninklijke Bibliotheek            | Brussel  | 15e eeuw | Heren van Culemborg tot 1471                                                                                         |
| NL0297 | De dominis de Arkel                                                          | Illustrium ac bellicosorum virorum dominorum...                                               | f. 422r-439r  | 8037-8050      | Koninklijke Bibliotheek            | Brussel  | 15e eeuw | Heren van Arkel, van Troje tot 1428.                                                                                 |
| NL0298 | De origine dominii de Huesden et de Althena                                  | Tempore sancti Caroli Magni...                                                                | f. 440r-442v  | 8037-8050      | Koninklijke Bibliotheek            | Brussel  | 15e eeuw | Heren van Heusden tot 1355.                                                                                          |
| W029   | Cronice breves ecclesiarum Tungrensis, Traiectensis et Leodiensis            | Anno a passione Domini XXXVI beatus Maternus...                                               | f. 443r-458v  | 8037-8050      | Koninklijke Bibliotheek            | Brussel  | 15e eeuw | Bisschoppen van Tongeren, Maastricht en Luik tot 1430.                                                               |

## Varia
De Van Berchenstraat in Nijmegen is naar hem vernoemd.